# David González Chanca
David González Chanca (Sardañola del Vallés, 1994) es un político español. Es concejal en el Ayuntamiento de Sardañola del Vallés y diputado del Partido de los Socialistas de Cataluña al Parlamento de Cataluña.

## Biografía
Es graduado en Ciencias Políticas y Gestión Pública por la Universidad Autónoma de Barcelona. En julio de 2018 fue elegido como el primer secretario de la Juventud Socialista de Cataluña de Cerdanyola de Vallès y es nombrado Secretario de Política Municipal del PSC de Cerdanyola del Vallés y de la Federación del Vallès Occidental Sud.
En junio de 2019, se convirtió en concejal de Educación, Juventud, Comunicación, Relaciones Institucionales y de Universidad y Ciudad del Conocimiento. Además, fue nombrado Portavoz del Gobierno municipal. Un año más tarde, asumió también la concejalía de Relaciones con Bellaterra, que hasta entonces la llevaba Víctor Francos y además se convierte en Segundo teniente de alcalde de la ciudad.
Fue elegido diputado por la circunscripción barcelonesa en las elecciones parlamentarias catalanas de 2021. Al ser uno de los diputados más jóvenes, con tan solo 26 años, ejerció como uno de los dos secretarios en la mesa de edad durante el pleno de constitución del Parlament.
Votó en contra de delegar el voto del diputado Lluís Puig, fugado a Bélgica, junto con el otro secretario de la mesa de edad Alberto Tarradas, de Vox.